# Xudun
Xudun ou Hudun est une ville somalienne située dans la région de Sool. C’est le chef-lieu du district du même nom.

## Galerie photographique

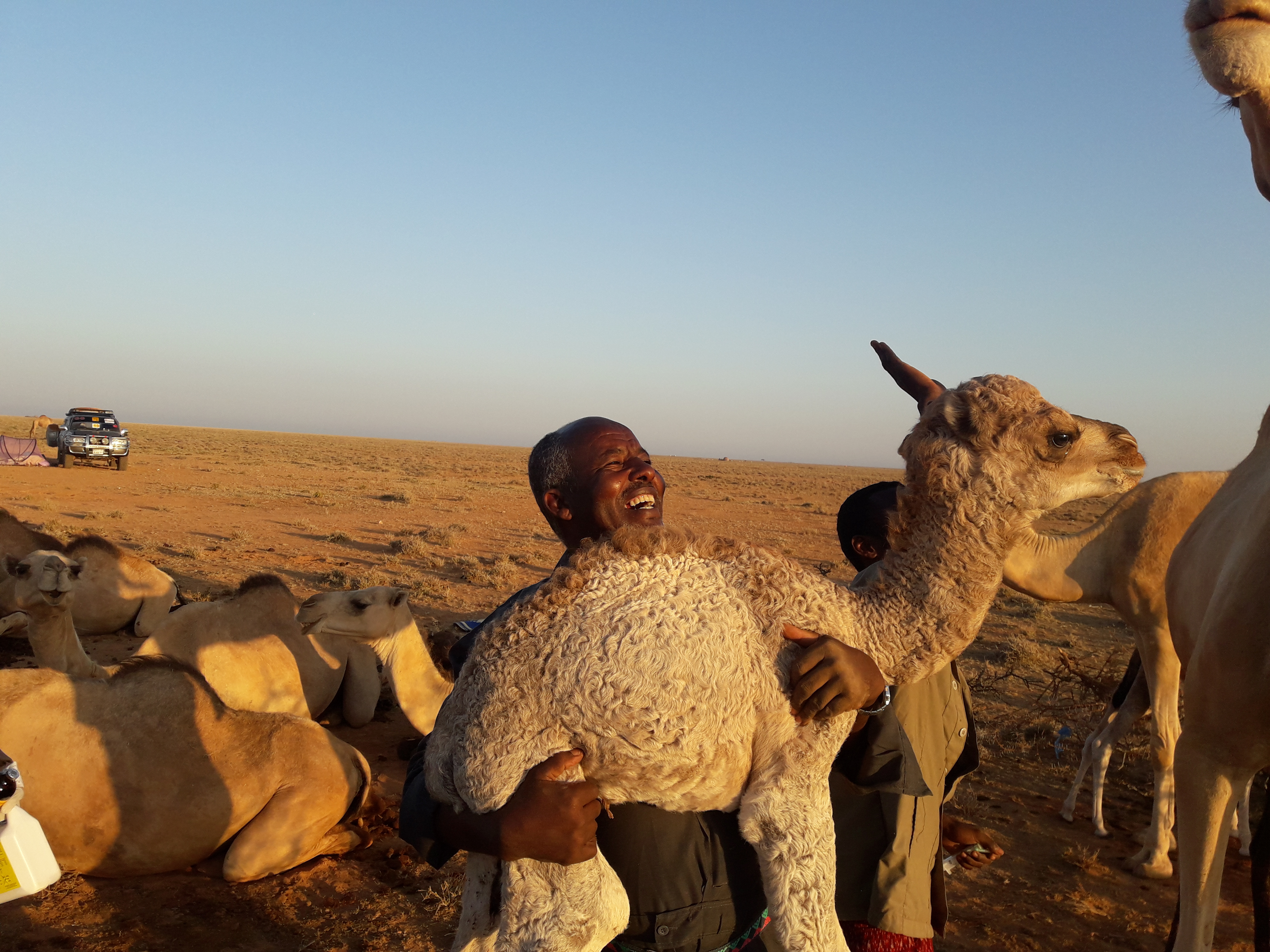
Vétérinaire transportant un jeune dromadaire dans la zone rurale du district.